# Acacia dentifera
Acacia dentifera — вид квіткових рослин з родини бобових. Ареал: Австралія (Західна Австралія).

## Середовище й екологія
Росте на гравійно-латеритних або гранітних ґрунтах. Вид поширений між долиною Хелена на півночі та аж до околиць Бріджтауна на півдні та часто розташований біля водотоків або серед гранітних скель як частина лісових угруповань евкаліпта.

## Біоморфологічна характеристика
Прямовисний і розлогий кущ зазвичай досягає висоти від 0,6 до 3,0 метрів. Кущ має голі, прямі гілочки з коричневими крапками зі стійкими прилистками, які на старих вузлах можуть стати зубчастими виступами. Тонкі, зелені, лінійні філодії іноді можуть мати вузькоеліптичну форму і бути прямими або неглибоко вигнутими. Філодії мають довжину від 7 до 15 см і ширину від 2 до 5 мм, у молодому віці мають червонувато-коричневі смолисті волоски та помітну середню жилку. Цвіте з серпня по листопад і дає жовті квітки. Прості суцвіття мають кулясті головки, що містять від 30 до 45 квіток золотистого кольору. Стручки округлі в перерізі, від червоного до коричневого кольору, які утворюються після цвітіння, злегка стиснуті між насінням. Стручки мають максимальну довжину 6,5 см і ширину приблизно до 4 мм. Довгасте, напівглянцеве коричневе насіння всередині стручків має довжину від 3,5 до 4,5 мм.